# David Hare (artista)
David Hare (New York, 10 marzo 1917 – Jackson (Wyoming), 21 dicembre 1992) è stato un artista statunitense di matrice surrealista.
Se pure noto principalmente per le sue sculture, Hare fu anche un fotografo ed un pittore prolifico.

## Biografia
Era figlio dell'avvocato Meredith Hare e della collezionista d'arte Elizabeth Sage Goodwin. La madre annoverava fra le proprie amicizie artisti come Brancusi, Walt Kuhn e Duchamp, e contribuì alla fondazione della Fountain Valley School, la scuola che David frequentò a Colorado Springs. Ebbe due fratelli, entrambi artisti.
Dopo gli studi di chimica, verso la fine degli anni trenta David lavorò come fotografo pubblicitario a Roxbury in Connecticut, dove conobbe artisti quali Alexander Calder, Arshile Gorky e soprattutto Yves Tanguy, il marito della cugina di Hare, la pittrice Kay Sage. In quel periodo David Hare si accostò all'arte, ed in particolare alla fotografia a colori, come autodidatta, a titolo sperimentale. Ricorse all'automatismo e, servendosi delle nozioni apprese in campo chimico, sviluppò una tecnica definita heatage, di cui l'artista belga Raoul Ubac era stato il precursore. Lo heatage consisteva nel riscaldare il negativo non ancora sviluppato, provocando l'increspatura e la distorsione dell'immagine. L'interesse e l'utilizzo di tale tecnica portarono Hare a contatto con i surrealisti europei esiliati a New York durante la seconda guerra mondiale.
Gli esperimenti surrealisti in fotografia costituivano soltanto uno dei molteplici progetti di Hare. Nel 1940 venne incaricato da Clark Wissler del Museo americano di storia naturale di documentare gli Indiani Pueblo degli Stati Uniti sud-occidentali. Per tale incarico Hare produsse venti stampe sviluppate con un apparecchio Kodak con un complesso sistema di colorazione. Nello stesso anno inaugurò uno studio di fotografia pubblicitaria a New York ed espose le proprie fotografie in una mostra personale presso la galleria Julien Levy. Fu inoltre allievo di Gurdjieff.
Nel 1941 David Hare conobbe André Breton, emigrato dalla Francia a causa della guerra; Jacqueline Lamba, moglie di Breton, funse da interprete nei rapporti fra i due artisti, in quanto il marito non conosceva bene l'inglese. L'anno successivo David partecipò all'Esposizione internazionale surrealista di New York. Nel catalogo della mostra venne riprodotta la sua opera Hidden fundamental. Insieme a André Breton, Max Ernst e Marcel Duchamp, dal mese di giugno 1942 al mese di febbraio 1944 Hare collaborò alla rivista VVV, della quale fu condirettore.
Nel 1942 Hare iniziò anche l'attività di scultore, per la quale utilizzò svariati materiali, manifestando l'interesse tipicamente surrealista per la sperimentazione visiva. Presto la scultura divenne il suo mezzo espressivo principale; dal 1944, come scultore, espose le proprie opere in numerose mostre personali, fra cui quella presso la galleria "The Art of This Century" di Peggy Guggenheim.
Dal 1943 frequentò i pittori Robert Motherwell e Willem de Kooning, accostandosi al movimento dell'action painting. Nel 1944 David sposò Jacqueline Lamba, che per lui due anni prima aveva lasciato Breton, e con la quale visitò le riserve indiane in Arizona. Dopo tale esperienza Hare produsse i propri totem. Nel 1947 partecipò all'Esposizione internazionale surrealista di Parigi come scultore.
Nel 1948 divenne uno dei fondatori della Subjects of the Artist School a New York, insieme ai principali esponenti dell'espressionismo astratto: Mark Rothko, William Baziotes e Robert Motherwell. Il connubio con questi artisti portò a considerare David Hare stesso uno dei precursori dell'espressionismo astratto, e le sue sculture come la versione tridimensionale delle opere pittoriche dei cofondatori della Subjects of the Artist School. Il suo nome venne quindi legato alla prima generazione della New York School, la cui portata innovativa in campo artistico negli anni cinquanta attraversò l'Atlantico, giungendo fino a Parigi.
Durante gli anni quaranta e cinquanta Hare continuò ad essere in contatto con artisti e pensatori di rilievo come Jean-Paul Sartre, Balthus, Alberto Giacometti, Pablo Picasso. Dal 1948 al 1953 visse in Francia. Tornato in patria lavorò principalmente con i metalli saldati o fusi.
Dal 1954 al 1957 fu invitato a partecipare alle manifestazioni annuali di pittura e scultura di New York (Painting and Sculpture Annuals). Tali manifestazioni erano importanti in quanto i partecipanti erano scelti dagli stessi artisti.
Dalla fine degli anni cinquanta e per tutti gli anni sessanta si dedicò alla pittura ed al collage, trattando i soggetti mitologici e leggendari cari agli esponenti del surrealismo e dell'espressionismo astratto, ma nel decennio successivo tornò ad utilizzare la scultura quale mezzo espressivo preferito. Durante tale periodo iniziò a lavorare ad una serie di sculture, dipinti e disegni che evocavano il dio greco Crono e che divennero oggetto di una mostra personale presso il Museo Guggenheim di New York nel 1977.
Negli anni sessanta e settanta, inoltre, insegnò in diverse scuole d'arte. Negli anni successivi molte fra le sue opere di scultura e di pittura vennero incluse in diverse esposizioni retrospettive del surrealismo.
Nel 1991, dopo tre divorzi, si sposò per la quarta volta. Morì l'anno successivo a causa delle conseguenze di un intervento d'urgenza ad un aneurisma.